# Cotoroaia (okręg Gałacz)
Cotoroaia – wieś w Rumunii, w okręgu Gałacz, w gminie Cerțești. W 2011 roku liczyła 705 mieszkańców.